# Agriswil

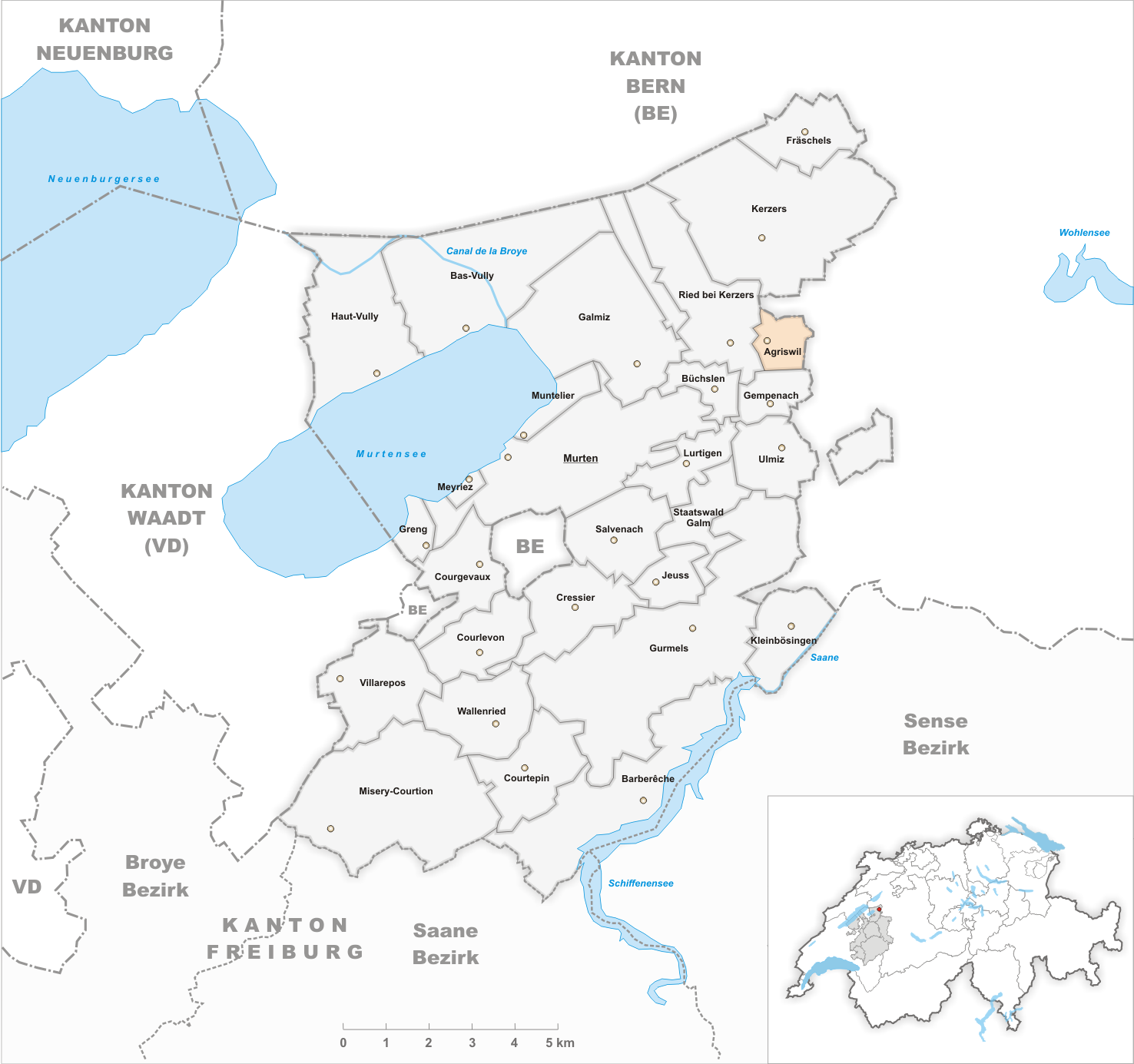
Gemeindestand vor der Fusion am 1. Januar 2006

Agriswil (in einheimischer Mundart: [ˈɑg̊əɾʒ̊ʋiːu̯], frz. Agrimoine, neulat. Ager Monachorum, Freiburger Patois Gremouênaⓘ), auch Agriswil bei Ried genannt, ist eine Ortschaft in der Gemeinde Ried bei Kerzers im Seebezirk des Kantons Freiburg in der Schweiz. Agriswil war bis am 31. Dezember 2005 eine selbständige politische Gemeinde. Sie ging per 1. Januar 2006 durch Fusion in ihrer westlichen Nachbargemeinde Ried bei Kerzers auf.

## Name
Der Ort ist erstmals 1275 als Agerswyle belegt, 1340 als Grivilliar, 1385 als Ariswile, 1405 als Agrechtzwile, 1413 als Agreswil und Grevillar. Der Name ist zusammengesetzt aus einem althochdeutschen Personennamen Agihar/Agirich/Agar oder ähnlich und romanisch villare/deutsch wîlâri als Hinterglied; ob der Ortsname ursprünglich eine romanische oder eine deutsche Bildung ist, bleibt unklar. Der neue französische Name Agrimoine, latinisiert ager monachorum, erscheint erst ab dem 16. Jahrhundert und mag auf den Grundbesitz des Priorats Münchenwiler hinweisen. 

## Geographie
Agriswil liegt im Seebezirk, nur wenige hundert Meter neben der Autobahn A1 (Bern – Yverdon-les-Bains), auf 502 m ü. M.

## Bevölkerung
Die Zahl der Einwohner belief sich anfangs 2005 auf knapp 150. Die meisten Einwohner sind in der Landwirtschaft tätig. In den letzten fünf Jahren liessen sich jedoch vermehrt Personen anderer Arbeitsbereiche nieder.
Einwohnerzahlen: Volkszählungsdaten

## Verkehr
Agriswil liegt abseits der Hauptverkehrsstrassen, die Hauptzufahrt erfolgt von Kerzers. Der nächste Anschluss an die Autobahn A1 von Bern nach Lausanne liegt ca. 4 km vom Ortskern entfernt. Durch einen Postautokurs, der von Kerzers nach Düdingen verkehrt, ist das Dorf an das Netz des öffentlichen Verkehrs angebunden.

## Schulsystem
Da Agriswil nicht im Besitz eines eigenen Schulhauses ist, gehen die Kinder in den angrenzenden Dörfern zur Schule. Die Primarschule besuchen die Agriswiler Kinder in der ABGRU, einem Schulverbund der Gemeinden Agriswil, Büchslen, Gempenach, Ried bei Kerzers und Ulmiz. Ist die Primarschule abgeschlossen, wechseln die Kinder aus Agriswil und Ried in die Orientierungsschule Kerzers und die Kinder aus Büchslen, Gempenach und Ulmiz in die Orientierungsschule Region Murten.

## Geschichte
Agriswil gehörte im Mittelalter (ab 1275 belegt) zum Cluniazenserpriorat Münchenwiler, das 1489 an das Berner St. Vinzenzstift kam und 1530 säkularisiert wurde. Von 1475 an war Agriswil Teil der bernisch-freiburgischen gemeinen Herrschaft Murten. In der Reformationszeit ging das Dorf zum neuen Glauben über und blieb Teil der bernischen Pfarrei Ferenbalm. 1831 wurde Agriswil eine selbstständige Gemeinde.